# 忍竜
忍竜（しのぶりゅう、1951年7月19日 - ）は、東京都中央区月島出身で二子山部屋所属の元大相撲力士、タレント、俳優。現在は「リフレッシュサロン　なごみ」院長（整体師）。本名は、篠塚 公一（しのづか こういち）。大相撲時代の体格は身長175cm、体重125kg。最高位は三段目27枚目。

## タレントとしての活動
アクション・バラエティ番組『痛快なりゆき番組 風雲!たけし城』中のアトラクション「すもうでポン」に出演し、誰も勝てず同ゲーム最強と言われた。彼に勝ちそうになった挑戦者には敢闘賞が贈られたほどである。当初は素顔で出演していたが、2回目の出演から顔に派手なメイクを施して登場するようになった。

### 忍竜に勝利した挑戦者が出た回
- 第13回放送 親子スペシャル(2組が挑戦、そのうち1組が勝利)
- 第87回放送 (1対1で挑戦者勝利)

たけし城すもうでポンにおける通算成績は38勝2敗

## 主な出演作品

### テレビドラマ
- 連続テレビ小説（NHK）
  - 君の名は（1991年）
  - ひらり（1992年）
  - あぐり（1997年）
- 木曜時代劇「風の果て」(NHK）
- 「世にも奇妙な物語」（第2シリーズ・切腹都市、フジテレビ系列）

### 映画
- スーパーの女（インチキスーパー安売り大魔王側 社長の用心棒）
- 悪魔の毒々モンスター 東京へ行く
- ZIPANG賞金稼ぎ役
- GONIN
- みんな～やってるか